# Ely Tacchella
Ely Tacchella (Neuchâtel, 25 maggio 1936 – 2 agosto 2017) è stato un calciatore svizzero, di ruolo difensore.

## Palmarès

### Club

#### Competizioni nazionali
- Campionato svizzero: 1

Losanna: 1964-1965
- Coppa Svizzera: 2

Losanna: 1961-1962, 1963-1964